# Pujerra (kommunhuvudort)
Pujerra är en kommunhuvudort i Spanien.   Den ligger i provinsen Provincia de Málaga och regionen Andalusien, i den södra delen av landet, 400 km söder om huvudstaden Madrid. Pujerra ligger 788 meter över havet och antalet invånare är 316.
Terrängen runt Pujerra är lite bergig. Runt Pujerra är det glesbefolkat, med 10 invånare per kvadratkilometer. Närmaste större samhälle är Ronda, 14,5 km norr om Pujerra. 